# Digue de canal
 (janvier 2015).
Si vous disposez d'ouvrages ou d'articles de référence ou si vous connaissez des sites web de qualité traitant du thème abordé ici, merci de compléter l'article en donnant les références utiles à sa vérifiabilité et en les liant à la section « Notes et références ».
 (janvier 2015).
Une digue de canal est un ouvrage en remblai situé latéralement le long des canaux, destiné à contenir et canaliser l'eau du canal.
Un canal peut comprendre :
- des sections en remblai (avec une digue de chaque côté) ;
- des sections en déblai (sans digue, le canal est creusé dans le terrain naturel ;
- et des sections partiellement creusées à flanc de coteau (avec une digue du côté bas et sans digue côté haut).